# 2295 Matusovskij
2295 Matusovskij eller 1977 QD1 är en asteroid i huvudbältet som upptäcktes den 19 augusti 1977 av den rysk-sovjetiske astronomen Nikolaj Tjernych vid Krims astrofysiska observatorium på Krim. Den har fått sitt namn efter den sovjetiske poeten Mikhail Matusovskii.
Asteroiden har en diameter på ungefär 20 kilometer.